# هال (جورجیا)
هال، جورجیا (به انگلیسی: Hull, Georgia) یک شهر در ایالات متحده آمریکا با جمعیت ۱۹۸ نفر است که در جورجیا واقع شده‌است.

## موقعیت جغرافیایی
موقعیت جغرافیایی شهرها و مناطق اطراف به شرح زیر است: